# Fordson
Podjetje Henry Ford & Sohn na kratko Fordson, je bila ustanovljeno leta 1917 in začelo v Dearborn ZDA s proizvodnjo traktorjev, kot podružnica je prišla leta 1919 tovarna v Corku v Irski zraven.
Ker se je nadzorni svet v Ford Motor Company postavil proti gradnji traktorjev, niso na začetku prizvajali in prodajali traktorjev pod imenom Ford ampak pod imenom Fordson. Leta 1920 je uspelo Henryju Fordu prevzeti cel poslovni delež, ker pa so izdelki Fordson bili zelo uspešni so jih v Evropi do leta 1964 prodajali pod tem imenom. V ZDA je ime Fordson izginilo ze ob koncu tridesetih, ko je Henry Ford s pomocjo Henry-ja Fergusona iz Velike Britanije izdelal prvi trakor z imenom Ford. Traktor je uporabljal Ferguson System (tritockovno hidravlicno dvigalo) in bil predstavljan kot Ford tractor with Ferguson system. Po uspesni prodaji modela se je Ferguson osamosvojil in v Angliji zacel s svojo znamko traktorjev (Ferguson).

## Znamke Fordson
- Fordson Model F (1917)
- Fordson Model N (1929)
- Fordson Major (1945)
- Fordson Power Major
- Fordson Dexta (1957)
- Fordson Super Major (1960)
- Fordson Super Dexta (1962)

Od leta 1965 so se prodajali traktorji pod imenom Ford,
- Ford  2000 Dexta
- Ford 3000 Super Dexta
- Ford 4000 Major
- Ford  5000 Super Major

Po letu 1968 so z uvedbo nove serije 1000 imena dokoncno izginila.